# Herman von Willebrand
Herman Viktor von Willebrand, född 7 november 1876 i Åbo, död där 18 december 1935, var en finländsk läkare. Han var far till Bo von Willebrand.
von Willebrand blev medicine och kirurgie doktor 1907. Han var 1903–1929 läkare vid olika sjukhus i Helsingfors och 1929–1935 överläkare vid Helsingfors stads epidemisjukhus. Han publicerade ett stort antal undersökningar på epidemiologins område.